# عقل (منطق)
العقل في الفلسفة ويقال أيضا المنطق والاستدلال القدرة على إدراك الأشياء بالوعي، وبناء الحقائق والتحقّق منها من خلال تطبيق المنطق وتغيير أو تحسين الممارسات والأنظمة القانونية والمعتقدات بالاعتماد على حقائق جديدة.
يرتبط العقل بنشاطات يتفرّد بها الإنسان كالفلسفة والعلوم واللغة والرياضيات والفنون، فهي مقدرة يتميّز بها البشر. كما يشار أحيانّا إليه أو إلى مفهومه بالإدراك.
كما يرتبط أيضًا بالتفكير والمعرفة والفطنة، فيدرس الجانب الفلسفي منه الطرقَ التي يتشكّل فيها المنطق البشري من خلال الحجة.
وقد يتم تصنيف العقل أو المنطق أو الاستدلال إلى أفرع تتمثّل بالاستدلال المنطقي (الذي يرتبط بالحدس) والذي بدوره يتفرّع إلى الاستدلال الاستنباطي، والاستدلال الاستقرائي، والاستدلال الاستقصائي، بالإضافة إلى أشكال أخرى للاستدلال قد تكون أبعد عن المنطق الصوري، مثل الاستدلال الحدسي، والاستدلال الشفهي.
يتم غالبًا بالمثل التمييز بين الاستدلال المنطقي الاستطرادي (المنطق هنا قويم) والاستدلال الحدسي الذي غالبًا ما تميل المنطَقة فيه إلى الإبهام الشخصي الذاتي بالرغم من شرعيته. فقد يتعارض في بعض الترتيبات السياسية والاجتماعية كلٌّ من الاستدلال المنطقي والحدسي، فيما قد نرى الحدس والمنطق في سياقات أخرى كجملة متكاملة بدلًا من التعارض.
على سبيل المثال، يلزم الحدس في الرياضيات أحيانًا للعمليات الإبداعية التي تقتضي إدراج البرهان الفلسفي، والذي يعدّ جدليًّا من أصعب مهام الاستدلال الصوري (formal reasoning).
يعد المنطق أو الاستدلال كالعادة أو الحدس أحد الطرق التي ينتقل فيها التفكير من فكرة إلى فكرة أخرى مرتبطة بها. على سبيل المثال، الاستدلال هو الوسيلة التي يفهم من خلالها الأفراد العاقلون المعلومات الحسية من وسطهم المحيط، أو يتصوّرون الثنائيات كالسبب والنتيجة، الحقيقة والباطل، أو الأفكار بخصوص مفاهيم الخير والشر.
يعرّف العقل أو الاستدلال أو المنطق كجزء من صنع قرار تنفيذي على نحو قريب من القدرة وباستخدام الوعي الذاتي على تغيير المفاهيم الأهداف والمعتقدات والتصرّفات والتقاليد والأحكام القانونية، وبالتالي الكفاءة بالحرية وتقرير المصير.
وعلى نقيض استخدام المنطق كمصطلح مجرّد، فالمنطق هو اعتبار يعطى لشرح أو إثبات الأحداث والظواهر والسلوك، فيبرّر القرارات، ويدعم التفسيرات للظواهر الطبيعية، كما قد يُعرض المنطق لتبرير أفعال (سلوك) الأفراد.
يوصف استخدام العقل أو المنطق بشكل أكثر بساطة بتوفير الأسباب الجيدة بل الأفضل. على سبيل المثال، عند تقييم قرار أخلاقيّ، فالأخلاقية هنا هي على الأقل المجهود الذي يرشد سلوك الفرد بالمنطق (والذي يعني انتقاء العمل الذي تؤيّده الأسباب الأفضل) مع إنصاف اهتمامات جميع المتأثرين بسلوك هذا الفرد.
حاول الفلاسفة والعلماء الاستعرافيون دراسةَ وتفسير طريقة تفكير البشر، مثلًا: ما هي العمليات الإدراكية والعصبية المترابطة، وكيف تؤثّر العوامل الثقافية في الانطباعات التي يرسمها البشر. فيما يدرس مجال المنطق الآلي، إمكانية (وربّما لا يمكن) تشكيل الاستدلال حسابيًّأ. يتأمل علم نفس الحيوان في مسألة ما إذا كان بإمكان الحيوانات التفكير مثل البشر.

## التاريخ الفلسفي

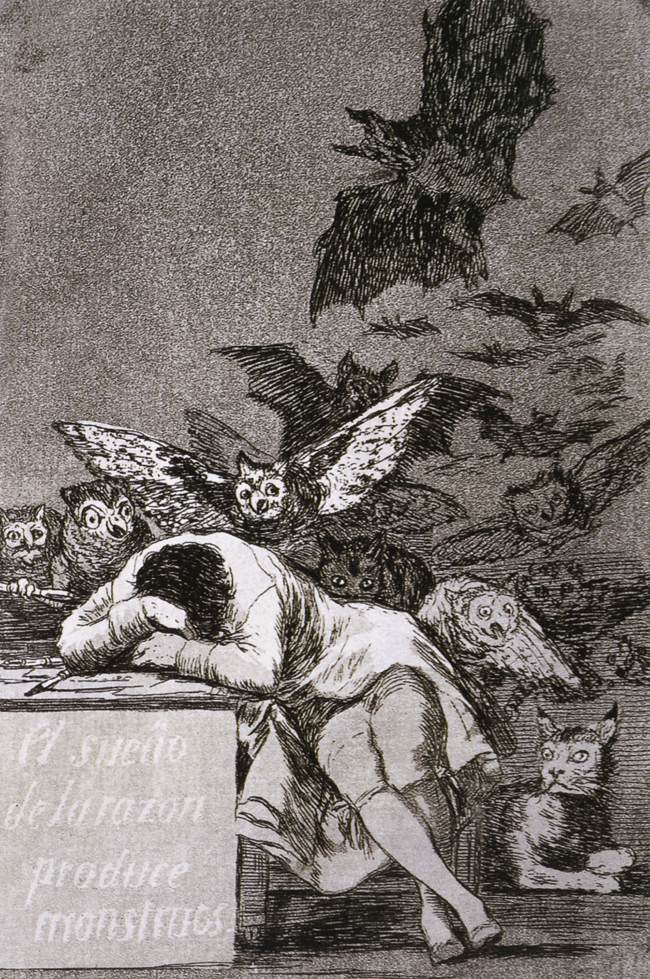
رسم " نوم العقل يولّد الوحوش" للفنان فرانسيسكو دي غويا عام 1797

كان اقتراح أن العقل تعطي الإنسانية مكانة خاصة في الطبيعة محورَ جدل ليصبح سمةً تعريفية للفلسفة الغربية ولاحقًا العلوم الحديثة الغربية بدءًا من اليونان الكلاسيكية. توصف الفلسفة على أنها نمط حياة يعتمد على المنطق، ومن جهة أخرى كان العقل أحد أعظم مواضيع النقاش الفلسفي منذ العهود القديمة.
غالبًا ما يوصف العقل بأنه ملتو على ذاته، أو مصحّح لنفسه، كما كان نقد العقل موضوعًا مستمرًا في الفلسفة فتمّ تعريفه بأساليب مختلفة، بعصور مختلفة من قبل عدد من المفكرين بالطبيعة الإنسانية.

### الفلسفة الكلاسيكية
فَهِم العديد من الفلاسفة الكلاسيكيون الطبيعة بمبدأ الغائية، ما يعني أنّ كل الأمور لها سبب محتّم بما يناسب الرتابة الطبيعية التي كان لها أهدافها. ربّما بدء الأمر مع فيثاغورس أو هرقليطس حيث قيل أنه حتّى للكون بذاته منطق. وبوضع ذلك في الحسبان، فالعقل ليس الخاصية الوحيدة التي يملكها البشر، الأمر الذي يجلب السعادة لخصائصهم الأخرى. اعتبِر العقل في مقام أعلى من الخصائص الأخرى التي تتحلّى بها الطبيعة البشرية، مثل الاختلاط مع الآخرين، لأن ذلك أمر يتشارك به الناس بالطبيعة، فيربط ربّما جزء خالد من العقل البشري مع النظام الإلهي لسير الكون.
وصف أفلاطون المنطق في باطن عقل الإنسان أو روحه كما لو أنه السلطان الذي يتوجّب عليه التحكم بباقي الجوانب كالغيرة (thumos) والمشاعر.
عرف أرسطو تلميذ أفلاطون الكائنات البشرية على أنها حيوانات عقلانية مؤكّدًا على تميّزه بالعقل أو المنطق. كما عرّف السعادة الإنسانية الأعظم أو حسن الحال بأنّها الحياة التي يلازمها العقل أو المنطق بشكل ثابت وممتاز وكامل.
تعدّ النتائج التي انتُزِعت من نقاشات أفلاطون وأرسطو بهذا الخصوص من بين القضايا الأكثر جدلًا في التاريخ الفلسفي. أثّرت الحسابات الغائية لأرسطو مثلًا في مَن حاول تفسير المنطق بالطريقة التي تتناغم مع الديانات التوحيدية وخلود وألوهيّة الروح البشريّة. على سبيل المثال، يملك الكون روحًا واحدة في الحسابات الأفلاطونية المحدثة عند أفلوطين، وهي مركز كل منطق، والأرواح البشرية عبارة عن أجزاء من هذه الروح الواحدة، فالمنطق عند أفلوطين هو مصدر هياكل الأشياء الماديّة، وهو الضوء الذي يعيد صلة روح الفرد مع منبعها. كانت هذه الحسابات الأفلاطونية المحدثة في الجزء العقلاني من الروح البشرية قياسيةً بين الفلاسفة المسلمين في القرون الوسطى، وتحت هذا التأثير وبشكل أساسي من قبل ابن رشد، كانت محور جدل جدّي في أوروبا خلال عصر النهضة، كما لا تزال مهمة في الفلسفة الإيرانية.

### المنطق الإبيستيمولوجي في الفلسفة الحديثة المبكرة
تميّزت الحقبة الحديثة المبكرّة بعدد من التغيّرات الملحوظة في فهم العقل أو المنطق، بدءًا من أوروبا. انطوى أحد أهم هذه التغيّرات على تغيّر الفهم الما ورائي للكائنات البشريّة. بدأ العلماء والفلاسفة الشك بالفهم الغائي للعالم.
لم يعد يُفترض أن تكون الطبيعة شبيهة بالإنسان، بأهدافها الخاصة أو منطقها، ولم تعد تفترض الطبيعة البشرية أن تعمل وفقًا لأي شيء آخر غير قوانين الطبيعة التي تؤثر على الأشياء الجامدة. أزاح هذا المفهوم الجديد في نهاية المطاف النظرة العالمية السابقة المستمدة من المفهوم الروحي للكون.

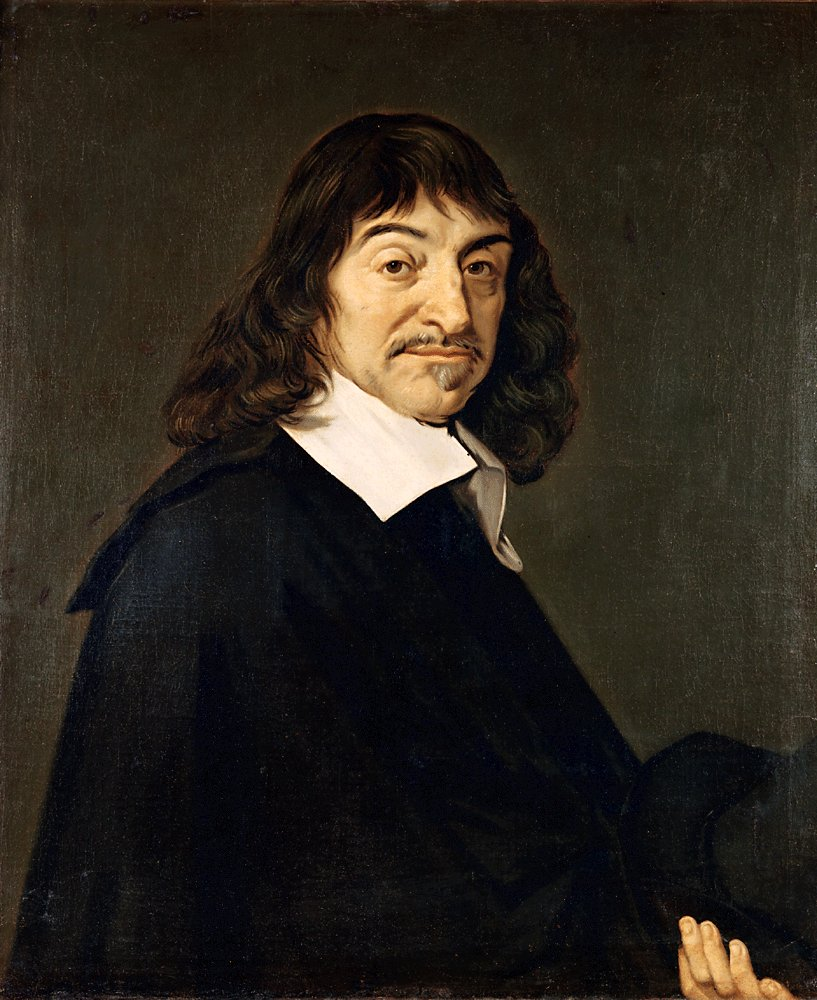
رينيه ديكارت

وفقًا لذلك، رفض رينيه ديكارت في القرن السابع عشر العقلانية التقليدية للبشرية في مقولة «حيوانات عقلانية» مقترحًا عوضًا عن ذلك أننا لسنا أكثر من «أشياء تفكّر» كما كل الأشياء الأخرى في الطبيعة. كانت كل قواعد المعرفة خارج هذا المفهوم بالتالي عرضة للشكّ.
قرّر ديكارت من خلال بحثه عن قاعدة كل المعرفة المحتملة، أن يرمي للشكّ كل المعارف باستثناء ما يقوم العقل بالتفكير به:
«بهذا الوقت لا يمكنني إقرار أي شيء غير صحيح بالضرورة. وبالتالي أنا لست أكثر من شيء يفكّر، فالعقل أو الحكمة أو الفهم أو العلة هي مفاهيم كانت في السابق مجهولة بالنسبة لي.»
عرف هذا النهج فيما بعد بالمنطق الإبيستيمولوجي (epistemological/subject-centred reason)، بسبب اعتماده على معرفة الموضوع حيث يتصوّر العالم وذاته كمواضيع تقتضي الدراسة، ويتقن بنجاح بعد تطبيق المعرفة المتراكمة خلال الدراسة.
لم يقسّم ديكارت الروح المعنوية إلى أجزاء، كالمنطق والعقل، ووصفهم بكيان معنوي لا يتجزّأ.
وصف توماس هوبز (Thomas Hobbes) المعاصر لديكارت المنطق كنسخة أوسع من الجمع والطرح التي تتعدّى حدود الأرقام. يدعى أحيانًا هذا المفهوم من المنطق بالاستدلال الحسابي.
أكدّ هوبز كما ديكارت أنّه لا يمكن لأي حوار أو ما شابه أن ينتهي بالمعرفة المطلقة بالحقائق في الماضي أو المستقبل إلا أن الحدس والذاكرة هي المعرفة المطلقة.
طوّر كل من جون لوك (John Locke) وديفيد هيوم(David Hume) في أواخر القرن السابع عشر وخلال القرن الثامن عشر فكر ديكارت أكثر، حيث أخذها هيوم في منحى شكّ بشكل خاص، مقترحًا أنه لا يمكن استنتاج العلاقة بين المقدمة والنتيجة وبالتالي ما من معرفة تستند إلى الاستدلال وحده حتى لو بدا الأمر خلاف ذلك.
اشتهر قول هيوم: «لا نتكلّم نحن بصرامة وفلسفة عند الحديث عن النزاع بين العقل أو المنطق والشغف. إذ يجب أن يخدم العقل العواطف، ولا يمكنه التظاهر بأي عمل آخر سوى طاعتها.»
أخذ هيوم تعريفه للعقل إلى التطرّف غير التقليدي من خلال الجدال بعكس أسلافه، أنّ المنطق البشري لا يختلف نوعيًّا عن تصوّر الأفكار الفردية ببساطة، أو عن الأحكام التي تربط فكرتين وأن المنطق ليس سوى غريزة رائعة لا يمكن فهمها ضمن أرواحنا، والذي يحملنا على متن قطار معيّن من الأفكار، يعطيها انطباعًا معينًا وفقًا لموقعها. لحق ذلك أن الحيوانات تملك منطقًا إلا أنه أقل تعقيدًا من المنطق البشري.
عمد إمانويل كانط (Immanuel Kant) في القرن الثامن عشر إلى نقض هيوم من خلال إظهار أن الروح المتسامية أو الأنا هي شرط ضروري لكل التجارب. اقترح كانط تباعًا أنه بالاعتماد على هذا المفهوم للروح بالإمكان منطقة حالات وضوابط المعرفة البشرية. لطالما تحترم هذه الضوابط يمكن للعقل أن يكون أداة الأخلاق والعدالة وعلم الجمال ونظريات المعرفة (الإبيستيمولوجي) والتفاهم.

### المنطق الموضوعي والصوري
كتب كانط بمذهبه الصوري أحد أهم الأطروحات الملهمة الحديثة بهذا الخصوص، أنه يمكن للإنجاز العظيم الذي يدعى العقل أن يكون قادرًا على سنّ القوانين الكونية. واستطاع بالتالي إعادة صياغة أساس العمل الأخلاقي والاستدلال النظري والجمالي في قوانين الكون.
يعدّ العقل العملي هنا الصيغة المشرّعة الذاتية أو المتحكّمة بالذات للمعايير الكونية، والاستدلال النظري هو الطريقة التي يطرح بها البشر القوانين الكونية للطبيعة.
يعتمد الاستقلال الأخلاقي أو حرية البشر بإمرة العقل العملي على إمكانيتهم التصرّف وفقًا للقوانين التي قدّمت لهم من خلال الممارسة اللائقة للعقل. تناقض ذلك مع الصيغ القديمة للأخلاقية والتي تعتمد على الفهم والتفسير الديني أو طبيعة مضمونهم.
وفقًا لكانط، يجب أن يكون كل فرد من المجتمع الحر قادرًا على تحقيق أهدافه بالطريقة التي يراها مناسبةً لطالما توافق أفعالهم المبادئ المقدّمة بالمنطق.
صاغ كانط مبدأً يدعى «الضرورة الحتميّة» الذي يبرّر اتخاذ التدابير فقط إن أمكن تعميمها:
«تصرّف وفقًا لهذا المبدأ حيثما تستطيع، وصمّم في ذات الوقت أن فعلك يجب أن يصبح قانونًا كونيًا»
أصرّ على خلاف هيوم في حينه، أن للعقل نهايات طبيعية ذاتية وحلًّا للقضايا الما ورائية خصوصًا عند البحث عن أسس الأخلاق. وزعم أن هذه القضايا قد تُحَلّ بالمنطق التجاوزي خاصّته والذي يختلف عن المنطق الطبيعي أنه ليس أداةً فقط تستخدم على نحوِ معتدل كما قال أرسطو، وإنّما هو علم نظريّ بحقّه والأساس لكل العلوم الأخرى.
تلاشت «الوحدة الموضوعية» للمنطق (substantive unity of reason) في العصر الحديث وفقًا لما ذكره يورغن هابرماس (Jürgen Habermas)، ففقدت قدرتها بالإجابة عن السؤال «كيف ينبغي أن أعيش؟» إذ يجب بدلًا من ذلك أن تكون وحدة المنطق صورية أو إجرائيّةً بشكل صارم. وعليه وصف المنطق كمجموعة من ثلاثة مجالات مستقلة، على نسق ثلاثية كانط النقدية:
- الاستدلال/المنطق المعرفي المفيد: هو الاستدلال الذي يطبّق في العلوم. يستخدم لملاحظة الأحداث والتوقّع والتّحكّم بالنتائج، وللعالم بالاعتماد على فرضياته.

- الاستدلال/المنطق العقلاني الأخلاقي: هو استدلال نستخدمه لتداول ومناقشة القضايا بالمجال الأخلاقي والعقلاني وفقًا للأساليب العالمية أو الكونية (على غرار الضرورة الحتمية عند كانط).

- الاستدلال/المنطق الجمالي: نجد هذا النمط من الاستدلال في الأعمال الفنية والأدبية، ويشمل الطرق الجديدة لرؤية العالم وتفسير الأشياء التي تجسّدها هذه الأعمال.

يعتقد هابرماس أن هذه المجالات الثلاثة هي ميدان للخبراء، وبالتالي تحتاج إلى التوسط مع عالم الحياة (lifeworld) من قبل الفلاسفة. أعرب هابرماس في رسم هذه الصورة للمنطق عن أمله في إثبات أن الوحدة الموضوعية له والتي استطاعت في المجتمعات التي سبقت الحداثة أن تجيب عن الأسئلة حول الحياة الجيدة، بالإمكان تعويضها من خلال الأساليب الكونية.

### نقد العقل
ساهم كل من هامان وهيردر وكانط وهيجل وكيركيغارد ونيتشه وهيدجر وفوكو ورورتي بالإضافة إلى العديد من الفلاسفة الآخرين في جدال حول معاني العقل/المنطق أو ما يجب أن تعني.
شكّك البعض مثل كيركيغارد ونيتشه ورورتي بالمنطق الإبيستيمولوجي والعالمي أو المعرفي، حتى أنهم شكّكوا بالمنطق بحد ذاته. ويعتقد آخرون بمن فيهم هيغل، أنّه حجب أهمية الذات الداخلية، أو «الروح» في حياة الإنسان، وحاولوا إعادة بناء نموذج لما ينبغي أن يكون عليه العقل أو المنطق.
آمن بعض المفكرين مثل فوكو بوجود أشكال أخرى للمنطق، مهملة ولكنها أساسية في الحياة الحديثة وفي فهمنا لمعنى أن نعيش حياةً بالاعتماد على العقل.
قيّمت عدة اقتراحات في العقود العديدة الماضية لإعادة توجيه هذا الانتقاد للعقل، أو إدراك الأصوات الأخرى أو الإدارات الجديدة له:
على سبيل المثال، اقترح هابرماس في نقض العقل أو المنطق الإبيستيمولوجي نموذجًا للاستدلال التواصلي الذي اعتبره نشاطًا تعاونيًا أساسيًا باستنادًا إلى حقيقة الترابط النفسي اللغوي.
واقترح نيكولاس كومبريديس (Nikolas Kompridis) وجهة نظر واسعة النطاق حول العقل بأنه جملة من الممارسات التي تساهم في الانفتاح والحفاظ على الانفتاح" في الشؤون الإنسانية، وركّز على إمكانيات العقل على إحداث تغيير اجتماعي.
اقترح الفيلسوف تشارلز تايلور المتأثر بالفيلسوف الألماني مارتن هيدجر من القرن العشرين، أنّه يجب على العقل أن يملك ملكة الكشف كجزء جديد منه، والتي ترتبط بالطريقة التي ندرك بها الأشياء في الحياة اليومية.
اقترح ميشيل فوكو في مقال بعنوان «ما هو التنوير؟» مفهومًا للنقد معتمدًا على تمييز كانت بين الاستخدامات «الخاصة» و «العامة» للمنطق. يملك هذا التمييز كما اقترح بعدين:
- المنطق الخاص: هو المنطق الذي يستخدم عندما يكون الفرد «كالترس في العربة» أو عندما يكون لدى الشخص دور يلعبه في المجتمع ووظائف يجب القيام بها كأن يكون جنديًا، أو لديه ضرائب يجب أن يدفعها، أو أن يكون مسؤولًا عن رعية، أو موظفًا حكوميًا.
- المنطق العام: هي المنطق المستخدم عندما يفكر الفرد بالأمور ككيان عاقل (وليس كالترس في العربة)، عندما يكون المرء منطقيًا كعضو في البشرية المعقولة. يجب أن يكون في هذه الحالة استخدام العقل عامًا ومجانيًا.[29]

## طرق التفكير المنطقي والحجج
بالنظر إلى التصنيفات المنطقية لمختلف أنواع الاستدلال، فإن التقسيم الأساسي التقليدي في الفلسفة ينطوي على الاستدلال الاستنباطي والاستدلال الاستقرائي. وقد تم وصف المنطق الصوري بأنه علم الاستنباط. تمّت دراسة الاستدلال الاستقرائي عمومًا داخل المجال المعروف بالمنطق غير الصوري أو التفكير النقدي.

### الاستدلال الاستنباطي
أحد أجزاء الفلسفة هو المنطق، والمنطق هو دراسة الاستدلال أو التفكير بالحجج. يعدّ الاستنباط شكلًا من أشكال الاستدلال.
أحد أجزاء الفلسفة هو المنطق. والمنطق هو دراسة الاستدلال أو التفكير بالحجج. يعد الاستنباط أحد أشكال الاستدلال التي تتبع فيها النتائج بالضرورة المقدمات المنطقية المدلى بها. كما يعد الاستنباط النتيجة التي تم التوصل إليها خلال عملية الاستدلال الاستنباطي. أحد الأمثلة الكلاسيكية عن الاستنباط ذكر في منطق القياس كالتالي:
- المقدمة الأولى: كل البشر فانون.
- المقدمة الثانية: سقراط هو بشري.
- النتيجة: سقراط فانٍ.

الاستدلال في هذا الجدال صالح، لأنه من غير الممكن أن تكون المقدمتين 1 و2 صحيحة والنتيجة باطلة.

### الاستدلال الاستقرائي
الاستقراء هو نمط من الاستنباط يعرض مقترحات عن الأمور أو الأنماط غير الملاحظة إما بشكل خاص أو عام بالاعتماد على ملاحظة أو تجربة قديمة، أو لصياغة البيانات العامة أو القوانين بالاعتماد على ملاحظات محدودة لأنماط استثنائية متكررة.
يتعارض الاستدلال الاستقرائي مع الاستدلال الاستنباطي بأن الأول حتى في أحسن أو أقوى حالاته فإن حقيقة أو صحة المقدمات المنطقية لا تضمن صحة النتائج. عوضًا عن ذلك، تمتثل نتائج الحجة الاستقرائية إلى درجة معينة من الاحتمال. بالمقابل، تحتوي نتائج الحجج الاستقرائية على معلومات أكثر مما هو موجود بالفعل في المقدمات المنطقية. وبالتالي، تعد هذه الطريقة من الاستدلال متوسّعة.
وهنا مثال كلاسيكي على الاستدلال الاستقرائي يأتي من الفيلسوف التجريبي ديفيد هيوم:
- المقدمة: تشرق الشمس من الشرق كل صباح حتى اليوم.
- النتيجة: ستشرق الشمس من الشرق غدًا أيضًا.

### الاستدلال الاحتمالي
يعدّ الاستدلال الاحتمالي أو الجدال للوصول إلى أفضل تفسير، أحد أشكال الاستدلال الاستقرائي، كون النتيجة في الحجة الاحتمالية لا يمتثل إلى يقين المقدمات وإنما تتعلق بشيء غير ملاحظ. ما يميّز الاحتمال أو الاستبعاد عن باقي أنماط الاستدلال هو محاولة تفضيل أحد النتائج عن الباقي، من خلال محاولة دحض التفسيرات الأخرى، أو من خلال إظهار احتمالية النتيجة المفضلة، معطيًا مجموعة من الافتراضات القابلة للنقاش. على سبيل المثال، عندما يبدي المريض أعراضًا معينة، قد تكون هناك عدة أسباب محتملة، ولكن يفضل أحدها فوق الأسباب الأخرى لأنه أكثر احتمالًا.

### الاستدلال التمثيلي
يعدّ الاستدلال التمثيلي شكلًا من المنطقةَ من الخاص إلى الخاص. غالبًا ما تستخدم في الاستدلال المبني على قضية، لاسيما الاستدلال القانوني.[57] مثال على ذلك:
- المقدمة الأولى: إن سقراط إنسان فانٍ.
- المقدمة الثانية: أفلاطون إنسان.
- النتيجة: أفلاطون فاني.

يمكن ملاحظة أن الاستدلال التمثيلي على أنه أحد أشكال الاستدلال الاستقرائي من خلال مثال واحد، ولكن في حال أعدّ هذا المثال ليكون عن الاستدلال الاستقرائي فهو غير مناسب، لأن الاستدلال الاستقرائي يستخدم عادةً عددًا كبيرًا من الأمثلة ليتمكن من الاستدلال من الخاص إلى العام. غالبًا ما يؤدي الاستدلال التمثيلي إلى نتائج باطلة. فمثلا:
- المقدمة الأولى: سقراط إنسان وذكر.
- المقدمة الثانية: آدا لوفلايس إنسانة.
- النتيجة: بالتالي آدا لوفلايس ذكر.

### الاستدلال المُغالط
يُعرف المنطق الخاطئ في الحجج باسم الاستدلال المُغالط. قد ينشأ المنطق الباطل في الحجج من تنفيذ المُغالطة الصورية (formal fallacy) أو المُغالطة غير الصورية (informal fallacy). تحدث المغالطات الصورية عندما تكون هناك مشكلة في صورة أو البنية الحجة. تشير كلمة «صوري-formal» إلى الصلة بصورة الحجة. كما تكون الحجة التي تحتوي على مغالطة صورية باطلة دومًا.
المغالطة غير الصورية هي خطأ في الاستدلال الذي يحدث بسبب مشكلة في المحتوى، وليس فقط بنية الحجة.